# Обласна державна адміністрація
Обласна державна адміністрація (ОДА) — місцева державна адміністрація, місцевий орган державної виконавчої влади, що входить до системи органів виконавчої влади України.
ОДА в межах своїх повноважень здійснює виконавчу владу на території відповідної
адміністративно-територіальної одиниці — області, а також реалізує повноваження, делеговані їй відповідною обласною радою.
Делегування радами повноважень ОДА супроводжується передачею фінансових, матеріально-технічних і інших ресурсів, необхідних для їх здійснення. Державні адміністрації підзвітні та підконтрольні обласним радам у частині делегованих повноважень.
Голови ОДА мають право вносити на розгляд обласних рад питання, пов'язані з виконанням делегованих повноважень, та інші пропозиції. Голови обласних державних адміністрацій також мають право дорадчого
голосу на засіданнях обласних рад. Голови ОДА щорічно звітують перед обласними радами з питань виконання бюджету, програм соціально-економічного та культурного розвитку територій і делегованих повноважень.
Обласна рада може висловити недовіру голові ОДА, на підставі чого, з урахуванням пропозицій органу виконавчої влади вищого рівня, Президент України приймає рішення та дає обласній раді обґрунтовану відповідь. Якщо недовіру голові ОДА висловили 2/3 від складу обласної ради, Президент України приймає відставку голови обласної державної адміністрації.
Обласні державні адміністрації в межах своїх повноважень спрямовують діяльність районних державних адміністрацій і здійснюють контроль за їх діяльністю. Голови РДА мають регулярно інформувати про свою діяльність голів ОДА, а також щорічно та на вимогу звітують перед ними.
Голови ОДА мають право скасовувати розпорядження голів РДА, що суперечать Конституції України та законам України, рішенням Конституційного Суду України, актам Президента України, Кабінету Міністрів України, голів ОДА, а також міністерств, інших центральних органів виконавчої влади. Керівники управлінь, відділів і інших структурних підрозділів ОДА мають право скасовувати накази керівників відповідних управлінь, відділів та інших структурних підрозділів РДА, що суперечать законодавству України й актам органів виконавчої влади вищого рівня.
За наявності законних підстав голови ОДА можуть порушувати питання перед Президентом України та Кабінетом Міністрів України про притягнення до дисциплінарної відповідальності голів РДА. За результатами роботи РДА голова обласної державної адміністрації може застосовувати встановлені законодавством заходи заохочення до посадових осіб районної державної адміністрації.
ОДА взаємодіють з сільськими, селищними і міськими радами, їх виконавчими органами та сільськими, селищними і міськими головами, сприяють у здійсненні ними власних повноважень місцевого самоврядування, зокрема у вирішенні питань економічного, соціального та культурного розвитку територій, зміцнення матеріальної та фінансової бази місцевого самоврядування, контролюють виконання наданих їм законом повноважень органів виконавчої влади, розглядають та враховують у своїй діяльності пропозиції депутатів, органів місцевого самоврядування й їхніх посадових осіб.
У разі розгляду обласною державною адміністрацією питань, які зачіпають інтереси місцевого самоврядування, про це повідомляється заздалегідь відповідним органам місцевого самоврядування. Представники цих органів і посадові особи територіальних громад мають право брати участь у розгляді таких питань державною адміністрацією, висловлювати зауваження та пропозиції.
Голови ОДА, їхні заступники, керівники управлінь, відділів і інших структурних підрозділів державної адміністрації або їх представники мають право бути присутніми на засіданнях органів місцевого самоврядування та бути вислуханими з питань, що стосуються їх компетенції.
ОДА не мають права втручатися в здійснення органами місцевого самоврядування власних повноважень.
Для здійснення спільних програм ОДА й органи місцевого самоврядування можуть укладати договори, створювати спільні органи, організації.

## Обласні державні адміністрації України
| ОДА               | Адреса і телефон в обл. центрі, вебсайт, герб                                           | Керівники (П. І. Б., рік народження, термін на посаді, партійність) | Примітки |
| ----------------- | --------------------------------------------------------------------------------------- | --- | -------- |
| Вінницька         | вул. Соборна, 70 www.vin.gov.ua                                                         | 1. Дідик Микола Анатолійович, 1935 р.н., (представник президента 03.1992 — 10.1994) 2. Мельник Микола Євтихійович, 1943 р.н. (07.1995 — 06.1996), СПУ 3. Матвієнко Анатолій Сергійович, 1953 р.н. (18.06.1996 — 12.05.1998), НДП, БЮТ, УРП «Собор», НУНС 4. Чумак Микола Федорович, 1947 р.н. (05.1998 — 15.07.1999), НДП 5. Дворкіс Дмитро Володимирович, 1945 р.н. (07.1999 — 11.1999), «Громада», СДПУ(о) 6. Іванов Юрій Іванович, 1944 р.н. (11.1999 — 2002) 7. Коцемир Віктор Францович, 1952 р.н. (05.2002 — 06.2004), ПР 8. Калетнік Григорій Миколайович, 1949 р.н. (04.2004 — 01. 2005), НДП, СДПУ(о), ПР(з 2005) 9. Домбровський Олександр Георгійович, 1962 р.н., (02.2005 — 06.04.2010), «Наша Україна» 10. Демішкан Володимир Федорович, 1949 р.н., (06.04. — 26.05.2010), ПР 11. Джига Микола Васильович,1949 р.н. (05.2010 — 12.2012), ПР 12. Мовчан Іван Михайлович, 1964 р.н. (24.12.2012 — 02.03.2014) 13. Олійник Анатолій Дмитрович, 1959 р.н. (2 березня 2014 — 27 лютого 2015) 14. Коровій Валерій Вікторович, 1964 р.н. (27 лютого 2015 — 18 вересня 2019) 15. Скальський Владислав Володимирович, 1976 р.н. (з 18 вересня 2019) 16. Борзов Сергій Сергійович, 1980 р.н. (з 18 червня 2020) |          |
| Волинська         | Київський майдан, 9 www.voladm.gov.ua                                                   | 1. Клімчук Борис Петрович, 1951 р.н. (07.07.1995 — перепризначений 06.09.1996 — 12.06.2002) 2. Француз Анатолій Йосипович, 1954 р.н. (12.06.2002 — 03.02.2005) 3. Бондар Володимир Налькович, 1968 р.н. (04.02.2005 — 15.11.2007), «Наша Україна» 4. Романюк Микола Ярославович, 1958 р.н. (10.12. 2007 — 26.03.2010), до 1991 — функціонер- КПРС; «Наша Україна», «Сильна Україна» 5. Клімчук Борис Петрович, 1951 р.н. (26.03.2010 — 05.02.2014) 6. Башкаленко Олександр Костянтинович, 1961 р.н. (05.02.2014 — 02.03.2014), ПР 7. Пустовіт Григорій Олександрович (02.03.2014 — 24.06.2014 ), «Батьківщина» 8. Гунчик Володимир Петрович (24 липня 2014 — 22 березня 2018 року) 9. Савченко Олександр Ілліч 1957 р.н. (23 березня 2018 — 11 червня 2019) 10. Киричук Олександр Олексійович 1973 р.н. (т.в.о.) (11 червня — 2 грудня 2019 року) 11. Погуляйко Юрій Михайлович, 1978 р.н. (02.12.2019 —) |          |
| Дніпропетровська  | пр-т О. Поля, 1 www.adm.dp.ua                                                           | 1. Лазаренко Павло Іванович, 1953 р.н. (23.03.1992 — 06.1994), до 1991 — функціонер КПРС; «Громада» 2. Деркач Микола Іванович, 1949 р.н. (з 25.07.1995 -в.о., 08.08.1996 — 03.09.1997), НПУ 3. Забара Віктор Миколайович, 1947 р.н. (03.09.1997 — 10.04.1998) 4. Мігдєєв Олександр Васильович, 1938 р.н. (10.04.1998-27.04.1999), (до 1991 — функціонер КПРС) 5. Швець Микола Антонович, 1955 р.н. (27.04. 1999 — 30.07.2003), (до 1991 — функціонер КПРС) 6. Яцуба Володимир Григорович, 1947 р.н. (30.07.2003 — 30.12.2004), (до 1991 — функціонер КПРС) 7. Касьянов Сергій Павлович, 1966 р.н. (04.02 — 04.03.2005), НПУ 8. Єхануров Юрій Іванович, 1948 р.н. (01.04 — 22.09.2005), «Наша Україна» 9. Дєєва Надія Миколаївна, 1951 р.н. (11.11.2005 — 03.09.2007), 10. Бондар Віктор Васильович, 1975 р.н. (10.12.2007 — 04.02.2010), ЄЦ, «Наша Україна», БЮТ, ПР 11. Вілкул Олександр Юрійович, 1974 р.н. (18.03.2010 — 24.12.2012), ПР (з 2003) 12. Колєсніков Дмитро Валерійович, 1972 р.н. (24.12.2012 — 02.03.2014), ПР 13. Коломойський Ігор Валерійович, 1963 р.н. (02.03.2014 — 24.03.2015) 14. Резніченко Валентин Михайлович, 1972 р.н. (26.03.2015 — 27.06.2019) 15. Батура Дмитро Ігорович, 1977 р.н. (т.в.о.) (27.06.2019 — 13.09.2019) 16. Бондаренко Олександр Вікторович, 1987 р.н. (13.09.2019 — 10.12.2020) 17. Резніченко Валентин Михайлович 1972 р.н. (10.12.2020 —) |          |
| Донецька          | б-р Пушкіна, 34 www.donoda.gov.ua                                                       | 1. Смірнов Юрій Костянтинович, 1939 р.н. (представник президента в області 20.03.1992 — 07.1994) 2. Щербань Володимир Петрович, 1950 р.н. (11.07.1995 — 18.07.1996), ЛПУ, «Наша Україна» 3. Поляков Сергій Васильович, 1953 р.н. (18.07.1996 — 14.05.1997), «Громада», СДПУ(о), НДП 4. Янукович Віктор Федорович, 1950 р.н. (14.05.1997 — 21.11.2002), ПР 5. Близнюк Анатолій Михайлович, 1948 р.н. (23.11.2002 — 21.01.2005), ПР 6. Логвиненко Володимир Іванович, 1944 р.н. (т.в.о.) (21.01 — 04.02. 2005,) 7. Чупрун Вадим Прокопович, 1943 р.н. (04.02. 2005 — 03.05. 2006) 8. Дергунов Сергій Геннадійович, 1954 р.н. (т.в.о.) (04 — 22.05.2006) 9. Логвиненко Володимир Іванович, 1944 р.н. (22.05. 2006 — 18.03.2010) 10. Близнюк Анатолій Михайлович, 1948 р.н. (18.03.2010 — 12.07.2011), ПР 11. Шишацький Андрій Володимирович, 1965 р.н. (12.07.2011 — 02.03.2014), ПР 12. Тарута Сергій Олексійович (02.03.2014 — 10.10.2014) 13. Кіхтенко Олександр Тимофійович (10.10.2014 -11.06.2015) 14. Жебрівський Павло Іванович (11.06.2015 - 13.06.2018) 15. Куць Олександр Іванович (21.06.2018 - 05.07.2019) 16. Кириленко Павло Олександрович, 1986 р.н. (05.07.2019 —) |          |
| Житомирська       | майдан С. П. Корольова, 1 www.zhitomir-region.gov.ua                                    | 1. Малиновський Антон Станіславович, 1940 р.н. (31.03.1992 — 07.1994 (Представник Президента в області), (07.07.1995 — 07.04.1998) 2. Лушкін Володимир Андрійович, 1946 р.н. (07.04.1998 — 31.08.2001), НДП 3. Рудченко Микола Миколайович, 1951 р.н. (31.08.2001 — 11.01. 2004), СелПУ, АПУ, НПУ 4. Рижук Сергій Миколайович, 1950 р.н. (11.01. 2004 — 03.02. 2005), ПР 5. Жебрівський Павло Іванович, 1962 р.н. (04.02 — 19.12.2005), «Наша Україна», НУНС, УП «Собор» 6. Синявська Ірина Максимівна, 1957 р.н. (19.12.2005 — 03.05.2006) «Наша Україна» 7. Андрійчук Юрій Андрійович, 1948 р.н. (16.06 — 12.12.2006) 8. Павленко Юрій Олексійович, 1975 р.н. (26.12.2006 — 17.10.2007, 17-25.10.2007 в.о.), ХДПУ, «Наша Україна» 9. Забела Юрій Володимирович, 1964 р.н. (25.10 — 01.11.2007 в.о., 01.11. 2007 — 18.03.2010), ПР 10. Рижук Сергій Миколайович, 1950 р.н. (19.03.2010 — 02.03.2014), ПР 11. Кізін Сидор Васильович, ( 2 березня - 22 липня 2014), «Свобода» 12. Машковський Сергій Олександрович (22 липня 2014 - 31 серпня 2016) 13. Гундич Ігор Петрович — 1 вересня 2016 — 26 жовтня 2016 (т.в.о.); 27 жовтня 2016 — 24 червня 2019 14. Лагута Ярослав Миколайович — 24 червня 2019 — 8 серпня 2019 (т.в.о.) 15. Бунечко Віталій Іванович, 1973 р.н. (8 серпня 2019 —) |          |
| Закарпатська      | пл. Народна, 4 www.carpathia.gov.ua                                                     | 1. Країло Михайло Іванович ( 24 березня 1992 —12 липня 1994 року (представник Президента в Закарпатській області)) 2. Устич Сергій Іванович, 1955 р.н. (10.07. 1995 — (19.09. 1996)- 05.05.1999) 3. Балога Віктор Іванович, 1963 р.н. (05.05. 1999 — 01.06.2001), СДПУ(о) — 1997—2000; «Наша Україна» — 2002—2008; «Єдиний центр» 4. Москаль Геннадій Геннадійович, 1950 р.н. (01.06.2001 — 27.09.2002), «Наша Україна», БЮТ, «Фронт змін», 5. Різак Іван Михайлович, 1965 р.н. (27.09.2002 — 21.01.2005), СДПУ(о) — 1997—2002 6. Балога Віктор Іванович, 1963 р.н. (04.02. — 27.09.2005), СДПУ(о); «Наша Україна»; «Єдиний центр» 7. Гаваші Олег Олодарович, 1958 р.н. (07.10.2005 — 18.03.2010) 8. Ледида Олександр Олександрович, 1957 р.н. (18.03.2010 — 02.03.2014), «Наша Україна» (2002-03), «Партія регіонів» (з 2003) 9. Лунченко Валерій Валерійович (02.03.2014 — 15.09.2014), «Батьківщина» 10. Губаль Василь Іванович (16.09.2014 — 15.07.2015) 11. Москаль Геннадій Геннадійович (15.07.2015 — 11.06.2019) 12. Дуран Іван Петрович (т.в.о.) (11.06 — 5.07.2019) 13. Бондаренко Ігор Самійлович, 1964 р.н. (05.07.2019 —26.12.2019) 14. Гетманенко Олексій Олександрович (т.в.о.) (26.12.2019 — 22.04.2020) 15. Петров Олексій Геннадійович, 1976 р.н. (22.04.2020 — 7.12.2020) 16. Полосков Анатолій Олександрович (7.12.2020 — 18.11.2021 року) 17. Добромільський Петро Петрович (т.в.о.) (19.11 — 10.12.2021) 18. Микита Віктор Федорович (10.12. 2021 —) |          |
| Запорізька        | пр. Соборний, 164 www.zoda.gov.ua                                                       | 1. Похвальський В'ячеслав Володимирович, 1947 р.н. (7.07.1995- 9.04.1998), до 1991 — функціонер КПРС 2. Куратченко Володимир Олександрович, 1948 р.н. (9.04.1998-14.01.1999), до 1991 — функціонер КПРС, 3. Карташов Євген Григорович, 1942 р.н. (27.01.1999-23.11.1999), до 1991 — функціонер КПРС, ПР, КПУ 4. Куратченко Володимир Олександрович, 1948 р.н. (2.12.1999-14.06.2000), до 1991 — функціонер КПРС, НДП 5. Кучеренко Олексій Юрійович, 1961 р.н. (14.06.2000-19.03.2001), «Наша Україна» 6. Сазонов Сергій Васильович, 1953 р.н. — (т.в.о.) (19.03.2001-26.03.2001) 7. Карташов Євген Григорович, 1942 р.н. (26.03.2001-29.07.2003), до 1991 — функціонер КПРС, ПР, КПУ 8. Березовський Володимир Петрович, 1953 р.н. (29.07.2003-18.01.2005), до 1991 — функціонер КПРС, НПУ, ПР 9. Артеменко Юрій Анатолійович, 1963 р.н. (04.02.2005- 08.11.2005), «Наша Україна» 10. Головко Анатолій Іванович, 1954 р.н. — (т.в.о.) (08.11. — 08.12.2005) 11. Червоненко Євген Альфредович, 1959 р.н. (08.12.2005-24.12.2007), «Наша Україна» 12. Черкаска Валерій Володимирович, 1975 р.н. — (т.в.о.) (24.12.2007-30.05.2008), БЮТ 13. Старух Олександр Васильович, 1973 р.н. — ((т.в.о.)30.05 — 25.09.2008, Голова ОДА 25.09.2008-18.03.2010) 14. Петров Борис Федорович, 1952 р.н. (18.03.2010-03.11.2011), ПР (з 2001) 15. Пеклушенко Олександр Миколайович, 1954 р.н. (03.11.2011 - 03.03.2014) ЛПУ, ПР 16. Баранов Валерій Олексійович (04.03.2014 — 29.10.2014) 17. Самардак Григорій Вікторович (30.10.2014 — 20.02.2015) 18. Резніченко Валентин Михайлович (21.02.2015 — 26.03.2015) 19. Самардак Григорій Вікторович (06.04.2015 — 15.12.2015) 20. Бриль Костянтин Іванович ((т.в.о.) 15.12.2015 — 19.12.2015) ((1й заступник 21.12.2015 — 21.04.2016) ((голова ода) 22.04.2016 — 11.06.2019) 21. Слепян Елла Валеріївна (т.в.о.) (11.06.2019 — 05.09.2019) 22. Туринок Віталій Вікторович, 1973 р.н. (05.09.2019 — 11.06.2020) 23. Боговін Віталій Вікторович, 1969 р.н. (12.06.2020 — 18.12.2020) 24. Старух Олександр Васильович (18.12.2020 —) |          |
| Івано-Франківська | вул. М. Грушевського, 21 www.if.gov.ua                                                  | 1. Вишиванюк Михайло Васильович, 1952 р.н. (26.02.1997 — 03.02.2005), ПР 2. Ткач Роман Володимирович, 1962 р.н. (04.02.2005 — 22.10.2007), НУНС, «Фронт змін» 3. Палійчук Микола Васильович,1971 р.н. (23.10.2007 — 26.03.2010), «Наша Україна» 4. Вишиванюк Михайло Васильович, 1952 р.н. (27.03.2010 — 07.11.2013), ПР 5. Чуднов Василь Михайлович, 1958 р.н. (08.11.2013 — 02.03.2014), ПР (з 2004) 6. Троценко Андрій Володимирович (02.03. — 09.09.2014), «Батьківщина» 7. Гончарук Олег Романович (9.09.2014 — 11.05.2019) 8. Савка Марія Володимирівна (т.в.о.) (11.05 — 1.08.2019;) 9. Шмигаль Денис Анатолійович (1.08.2019 — 10.02.2020) 10. Федорів Віталій Васильович (в. о.) (10.02 — 24.04.2020), голова (24.04 — 5.11 2020) 11. Савка Марія Володимирівна (9.11 — 24.12.2020) 12. Бойчук Андрій Михайлович — (26.12.2020 — 8.06.2021) 13. Онищук Світлана Василівна — (8.06.2022 —) |          |
| Київська          | площа Лесі Українки, 1 koda.gov.ua                                                      | 1. Капштик Іван Маркович — представник Президента у Київській області — 24 березня 1992 — червень 1994 2. Сінько Василь Данилович — 19 липня 1995 — 21 вересня 1996 3. Засуха Анатолій Андрійович — 22 вересня 1996 — 19 січня 2005 4. Жовтяк Євген Дмитрович — 4 лютого 2005 — 24 травня 2006 5. в.о. Кондрук Валерій Петрович — 24 травня — 16 червня 2006 6. Ульянченко Віра Іванівна — 16 червня 2006 — 20 травня 2009 7. Вакараш Віктор Михайлович — 20 травня — 17 вересня 2009 (як в.о.), 17 вересня 2009 — 18 березня 2010 8. Присяжнюк Анатолій Йосипович — 18 березня 2010 — 2 березня 2014 9. Шандра Володимир Миколайович — 2 березня 2014 — 3 лютого 2016 10. Мельничук Максим Дмитрович — 3 лютого — 9 вересня 2016 11. Горган Олександр Любомирович — 28 жовтня 2016 — 30 жовтня 2018 12. Терещук Олександр Дмитрович — з 30 жовтня 2018 року — 11 червня 2019 13. в.о. Кучер В'ячеслав Анатолійович — з 11 червня 2019 — 9 липня 2019 14. Бно-Айріян Михайло Каренович — з 10 липня 2019 — 28 жовтня 2019 15. Чернишов Олексій Михайлович — 28 жовтня 2019 — 4 березня 2020 16. Володін Василь Геннадійович — 11 березня 2020 — 8 лютого 2022 17. Кулеба Олексій Володимирович — 8 лютого 2022 — 15 березня 2022 18. Павлюк Олександр Олексійович — 15 березня — 21 травня 2022 19. Кулеба Олексій Володимирович — з 21 травня 2022 |          |
| Кіровоградська    | площа Героїв Майдану, 1 kr-admin.gov.ua                                                 | 1. Сухомлин Микола Олексійович, 1940 р.н. (07.07.1995 — 17.09.1996), до 1991 — функціонер КПРС 2. Громовий Михайло Пилипович, 1940 р.н. (22.09.1996 — 02.10.1998), до 1991 — функціонер КПРС 3. Башкіров Михайло Володимирович, 1949—1999 (02.10.1998 — загинув 02.02.1999), до 1991 — функціонер КПРС; КПУ 4. Кальченко Валерій Михайлович, 1947 р.н. (08.02.1999 — 03.11.1999), «Наша Україна», БЮТ 5. Моцний Василь Кузьмович, 1952 р.н. (03.11.1999 — 15.07.2003) 6. Черновол Михайло Іванович, 1950 р.н. (15.07.2003 — 05.03.2004), НПУ 7. Компанієць Василь Олександрович, 1954 р.н. (05.03.2004 — 27.01. 2005), ПР 8. Зейналов Едуард Джангірович, 1963 р.н. (04.02.2005 — 03.05.2006), «Наша Україна», Європейська партія України 9. Черниш Вадим Олегович, 1971 р.н. (03.08.2006 — 01.11.2007), «Наша Україна» 10. Ревенко Анатолій Дмитрович (2.11.2007 — 10.12.2007) т.в.о. 11. Моцний Василь Кузьмович, 1952 р.н. (10.12.2007 — 27.06.2009) 12. Негода Світлана Дмитрівна т.в.о. (27.06 — 17.09.2009) 13. Мовчан Володимир Петрович, 1951 р.н. (17.09.2009 — 06.04.2010), до 1991 — функціонер КПРС; 14. Ларін Сергій Миколайович, 1962 р.н. (06.04.2010 — 09.01.2013), НДП, ПР 15. Ніколаєнко Андрій Іванович, 1979 р.н. (09.01.2013 — 02.03.2014), ПР 16. Петік Олександр Владиславович (02.03.2014 — 16.09.2014) 17. Кузьменко Сергій Анатолійович (16 вересня 2014 — 11 червня 2019) 18. Коваленко Сергій Петрович т.в.о. (11 — 27 червня 2019 ) 19. Лобанова Світлана Василівна т.в.о (27 червня 2019 —8 листопада 2019 20. Балонь Андрій Богданович, 1982 р.н. (8 листопада 2019 — 27 червня 2020) 21. Кузьмін Ігор Валерійович т.в.о. (27 червня — 27 серпня 2020) 22. Назаренко Андрій Валерійович (27 серпня 2020 —15 квітня 2021) 23. Жалдак Валерій Олександрович т.в.о. (15 квітня — 27 травня 2021) 24. Чорна Марія Володимирівна (27 травня 2021 — 7 березня 2022) 25. Райкович Андрій Павлович (7 березня 2022 —) |          |
| Луганська         | площа Героїв Великої Вітчизняної Війни, 3 www.loga.gov.ua                               | - Купін Петро Олександрович , 1946 р.н. (19.07. — 19.10.1995), до 1991 — функціонер КПРС; - Фоменко Геннадій Петрович, 1943 р.н. (08.08.1996 — 07.04.1998) - Єфремов Олександр Сергійович, 1954 р.н. (07.04.1998 — 27.01.2005), до 1991 — функціонер КПРС; ПР. - Данілов Олексій Мячеславович, 1962 р.н. (04.02.2005 — 08.11.2005), СДПУ(о), ПП «Яблуко», «Наша Україна», БЮТ, Партія вільних демократів - Москаль Геннадій Геннадійович, 1950 р.н. (18.11.2005 — 26.04.2006), «Наша Україна», «Фронт змін», БЮТ - Антіпов Олександр Миколайович, 1949 р.н. (15.09.2006 — 18.03.2010), ПР - Голенко Валерій Миколайович, 1958 р.н. (18.03.2010 — 10.11.2010), до 1991 — функціонер КПРС; ПР (з 2005) - Пристюк Володимир Миколайович, 1960 р.н. (10.11.2010 — 02.03.2014), ПР - Болотських Михайло Васильович (02.03.2014 —) - Гайдай Сергій Володимирович, 1975 р.н. (25.10.2019 —) |          |
| Львівська         | вул. Винниченка, 18 www.loda.gov.ua                                                     | 1. Горинь Микола Миколайович, 1945 р.н. (07.07.1995 — 06.02.1997), НРУ, «Наша Україна» 2. Гладій Михайло Васильович, 1952 р.н. (02.1997 — 01.1999), АПУ, БЮТ 3. Сенчук Степан Романович, 1955—2005, (15.01.1999 — 19.03.2001), «Наша Україна» 4. Гладій Михайло Васильович, 1952 р.н. (26.03.2001 — 26.04.2002), АПУ, БЮТ 5. Янків Мирон Дмитрович, 1951 р.н. (26.04.2002 — 04.06.2003), до 1991 — функціонер КПРС 6. Сендега Олександр Степанович, 1953 р.н. (09.06.2003 — 20.12.2004), до 1991 — функціонер КПРС, ПР 7. Олійник Петро Михайлович, 1957—2011 (04.02.2005-20.02.2008), «Наша Україна» 8. Кміть Микола Іванович, 1966 р.н. (в.о. — з 28.02.2008; 01.09.2008 — 20.04.2010), 9. Горбаль Василь Михайлович, 1971 р.н. (20.04. — 21.12.2010), ПР 10. Цимбалюк Михайло Михайлович, 1964 р.н. (21.12.2010 — 02.11.2011), 11. Костюк Михайло Дмитрович, 1961 р.н. (02.11.2011 — 02.03.2013) 12. Шемчук Віктор Вікторович, 1970 р.н. (02.03. — 31.10.2013) 13. Сало Олег Михайлович 1968 р.н. (31.10.2013 — 02.03.2014) 14. Сех Ірина Ігорівна (02.03. — 14.08.2014), «Свобода» 15. Синютка Олег Михайлович (26.12.2014 —11.06.2019), БПП «Солідарність» 16. Мальський Маркіян Маркіянович, 1984 р.н. (05.07. — 26.12.2019) 17. Козицький Максим Зіновійович, 1981 р.н. (05.02.2020 —) |          |
| Миколаївська      | вул. Адміральська, 22 www.mykolayiv-oda.gov.ua                                          | - Круглов Микола Петрович, 1950 р.н. (19.07.1995 (в.о.), 08.08.1996 — 23.05.1997, 17.07.1997 — 23.11.1999), ПР (з 2002) - Гаркуша Олексій Миколайович, 1952 р.н. (26.11.1999 — 17.01.2005), АПУ, НДП, НПУ - Садиков Олександр Валерійович, 1964 р.н. (січень 2005 — липень 2007), «Наша Україна» - Гаркуша Олексій Миколайович, 1952 р.н. (липень 2007 — березень 2010), АПУ, НДП, НПУ - Круглов Микола Петрович, 1950 р.н. (березень 2010 — грудень 2013), ПР (з 2002) - Ніколенко Геннадій Борисович ( — 02.03.2014) - Романчук Микола Павлович (02.03.2014 —) - Стаднік Олександр Васильович, 1977 р.н. (18.09.2019 —) |          |
| Одеська           | пр. Т.Шевченка, 4 oda.odessa.gov.ua                                                     | 1. Боделан Руслан Борисович — голова Одеського облвиконкому — січень 1991 — квітень 1992 2. Симоненко Валентин Костянтинович — представник президента в Одеській області — березень — липень 1992 3. Ільїн Владлен Олексійович — липень 1992 — серпень 1994 4. Боделан Руслан Борисович — голова Одеського облвиконкому — липень 1994 — липень 1995 5. Боделан Руслан Борисович — голова Одеської обласної державної адміністрації — липень 1995 — травень 1998 6. Гриневецький Сергій Рафаїлович — травень 1998 — лютий 2005 7. Цушко Василь Петрович — лютий 2005 — травень 2006 8. Звягінцев Борис Григорович — травень — серпень 2006 9. Плачков Іван Васильович — серпень 2006 — листопад 2007 10. Сердюк Микола Дмитрович — листопад 2007 — березень 2010 11. Матвійчук Едуард Леонідович — березень 2010 — листопад 2013 12. Скорик Микола Леонідович — листопада 2013 — березень 2014 13. Немировський Володимир Леонідович — березень — травень 2014 14. Палиця Ігор Петрович — травень 2014 — 30 травня 2015 15. Саакашвілі Міхеіл— 30 травня 2015 — 9 листопада 2016 16. Бобровська Соломія Анатоліївна (в. о.) — 9 листопада 2016 — 12 січня 2017 17. Степанов Максим Володимирович — 12 січня 2017 — 10 квітня 2019 18. Паращенко Сергій Володимирович (в. о.) — 10 квітня — 11 червня 2019 19. Шаталова Світлана Миколаївна (в. о.) — 14 червня — 11 жовтня 2019 20. Куций Максим Васильович — 11 жовтня 2019 — 5 листопада 2020 21. Овечкін В'ячеслав Ігорович (в. о.) — 9 листопада — 27 листопада 2020 22. Гриневецький Сергій Рафаїлович — 27 листопада 2020 — 1 березня 2022 23. Марченко Максим Михайлович — з 1 березня 2022 |          |
| Полтавська        | вул. Соборності, 45 www.adm-pl.gov.ua                                                   | 1. Залудяк Микола Іванович — 31 березня 1992 року — 2 вересня 1994 (як Представник Президента України у Полтавській області) 2. Залудяк Микола Іванович — 7 липня 1995 — 6 вересня 1996; 6 вересня 1996— 3 червня 1998 3. Колесніков Олександр Олександрович — 3 червня 1998 — 2 листопада 1999 4. Кукоба Анатолій Тихонович — 2 листопада 1999 по 14 березня 2000 5. Томін Євген Фролович — 14 березня 2000 — липень 2003 6. Удовіченко Олександр Васильович — липень 2003—2005 7. Бульба Степан Степанович — 4 лютого 2005 — 26 травня 2006 8. Асадчев Валерій Михайлович — 26 травня 2006 — 26 березня 2010 9. Удовіченко Олександр Васильович — 26 березня 2010 — 22 лютого 2014 10. Бугайчук Віктор Михайлович — 2 березня 2014 — 12 листопада 2014 11. Головко Валерій Анатолійович — 30 грудня 2014 — 16 березня 2019, 12. В.о. Товстий Роман Іванович — 16 березня 2019 — 11 червня 2019 13. В.о. Пругло Олег Євгенович — 14 червня 2019 — 11 листопада 2019 14. Синєгубов Олег Васильович — (11.11.2019 — 24.12.2021) 15. Лунін Дмитро Сергійович т.в.о. (з 24.12.2021 —) |          |
| Рівненська        | майдан Просвіти,1 www.rv.gov.ua                                                         | - Василишин Роман Данилович, 1949 р.н. (07.07.1995 — 06.09.1996 — 19.02.1997), НПУ - Сорока Микола Петрович, 1952 р.н. (19.02.1997 — 22.01.2005), ПР - Червоній Василь Михайлович, 1958—2009; (04.02.2005 — 18.05.2006), НРУ (1989-99), УНП/«Наша Україна» - Матчук Віктор Йосипович, 1959 р.н. (18.05.2006 — 12.02.2010), «Наша Україна» - Берташ Василь Михайлович, 1961 р.н. (18.03.2010 — 02.03.2014) ПР (з 2000) - Рибачок Сергій Леонідович (02.03.2014 —), «Свобода» - Коваль Віталій Станіславович, 1981 р.н. (09.09.2019 —) |          |
| Сумська           | пл. Незалежності, 2 sm.gov.ua/uk/oda                                                    | 1. Єпіфанов Анатолій Олександрович, 1945 р.н. (23.03.1992 — 07.1994 — представник президента у Сумській області, 07.07.1995 р. — 08.05.1998), до 1991 — функціонер КПРС 2. Берфман Марк Абрамович, 1939 р.н. (08.05.1998 — 30.03.1999), ЛПУ 3. Щербань Володимир Петрович, 1950 р.н. (30.03.1999 — 25.04.2002) ЛПУ, «Наша Україна» 4. Жарков Юрій Васильович, 1952 р.н. (05 — 11.2002 — в.о.?) 5. Щербань Володимир Петрович, 1950 р.н. (14.11.2002 — 21.01.2005 р. (в. о.?)), ЛПУ, «Наша Україна» 6. Лаврик Микола Іванович, 1952 р.н. (04.02. — 12.12.2005) 7. Гаркава Ніна Миколаївна, 1951 р.н. (13.12.2005— 24.11.2006 (в. о.)) 8. Сапсай Володимир Іванович, 1961 р.н. (24.11 — 26.12.2006) «Наша Україна» 9. Качур Павло Степанович, 1953 р.н. (26.12.2006 — 06.04.2008), НРУ 10. Лаврик Микола Іванович, 1952 р.н. (07.04.2008 — 19.02.2009(в. о.), 19.12.2009 — 06.04.2010). 11. Чмирь Юрій Павлович, 1972 р.н. (06.04.2010 — 16.12.2013) ПР 12. Яговдик Ігор Олександрович, 1969 р.н. (19.12.2013 — 02.03.2014) ПР 13. Шульга Володимир Петрович (02.03. —16.09.2014), «Батьківщина» 14. Чернявський Віктор Іванович (18.09.2014 — 16.01.2015) (в. о.) 15. Клочко Микола Олексійович (26.12.2014 — 11.06.2019) 16. Акпєров Вадим Вагіфович (11 — 27.06.2014) (в. о.) 17. Купрейчик Ірина Валеріївна (27.06.2019 — 13.02.2020) (т. в. о.) 18. Живицький Дмитро Олексійович (13.02 — 13.03.2020) 19. Грищенко Роман Сергійович, 1982 р.н. (11.03. —5.11.2020) 20. Пахольчук Сергій Іванович (9 — 23.11.2020) (в. о.) 21. Хома Василь Васильович (23.11.2020 — 25.06.2021) 22. Живицький Дмитро Олексійович (25.06.2021 —) |          |
| Тернопільська     | вул. М.Грушевського, 8 www.oda.te.gov.ua                                                | - Косенко Борис Григорович, 1936 р.н. (11.07.1995— 06.09.1996), до 1991 — функціонер КПРС - Бойко Богдан Федорович, 1954 р.н. (07.09.1996 — 20.04.1998), НРУ - Вовк Василь Григорович, 1948 р.н. (20.04.1998 — 13.09.1999), до 1991 — функціонер КПРС; НРУ - Коломийчук Василь Степанович, 1951 р.н. (13.09.1999 — 26.04.2002). - Курницький Іван Іванович, 1950 р.н. (26.04.2002 — 15.07.2004), до 1991 — функціонер КПРС; НДП - Цимбалюк Михайло Михайлович, 1964 р.н. (17.07.2004 — 19.01.2005), ПР - Стойко Іван Михайлович, 1961 р.н. (04.02.2005 — 22.10.2007), НРУ, «Наша Україна», БЮТ - Чижмарь Юрій Васильович, 1974 р.н. (22.10.2007 — 06.04.2010), «Наша Україна» - Сухий Ярослав Михайлович, 1951 р.н. (06.04. — 16.06.2010), до 1991 — функціонер КПРС; СДПУ(о), ТПУ, НДП, ПР (з 2005) - Цимбалюк Михайло Михайлович, 1964 р.н. (16.06 — 21.12.2010), ПР - Хоптян Валентин Антонович, 1955 р.н. (21.12.2010 — 02.03.2014), до 1991 — функціонер КПРС; НДП, ПР - Сиротюк Олег Мирославович 1978 р.н. (02.03.2014 — 18.11.2014), «Свобода» - Барна Степан Степанович, 1979 р.н. (02.04.2015 — 11.06.2019), БПП - Сопель Ігор Михайлович, 1974 р.н. (31.10.2019 —), «Слуга народу» |          |
| Харківська        | вул. Сумська, 64 www.kharkivoda.gov.ua                                                  | 1. Масельський Олександр Степанович, 7 липня 1995 — 12 квітня 1996; 2. Дьомін Олег Олексійович, 8 травня 1996 — 8 серпня 1996 як в.о., 8 серпня 1996 — 27 жовтня 2000; 3. Кушнарьов Євген Петрович, 27 жовтня 2000 — 17 грудня 2004; 4. Масельський Степан Іванович, 17 грудня 2004 — 4 лютого 2005; 5. Аваков Арсен Борисович, 4 лютого 2005 р. — лютий 2010; 6. Бабаєв Володимир Миколайович, в.о. лютий — 18 березня 2010; 7. Добкін Михайло Маркович, 18 березня 2010 — 2 березня 2014; 8. Балута Ігор Миронович, 2 березня 2014 — 3 лютого 2015; 9. Райнін Ігор Львович, 3 лютого 2015 — 29 серпня 2016; 10. Світлична Юлія Олександрівна, 29 серпня 2016 (як в.о. Від 15 жовтня затверджена на посаді) — 5 листопада 2019; 11. Кучер Олексій Володимирович, 5 листопада 2019 — 27 листопада 2020; 12. Тимчук Айна Леонідівна, 27 листопада 2020 — 11 серпня 2021; 13. Скакун Олександр Євгенович (11.08.2021 — 24.12.2021) 14. Синєгубов Олег Васильович з 24 грудня 2021 року. |          |
| Херсонська        | площа Свободи, 14 https://web.archive.org/web/20131217222300/http://www.oda.kherson.ua/ | 1. Мельников Олександр Тихонович — представник президента у Херсонській області — 23 березня 1992 — липень 1994 року 2. Жолобов Віталій Михайлович — 11 липня 1995 — 7 червня 1996 року 3. Карасик Юрій Михайлович — 7 червня — 8 серпня 1996 в.о., 8 серпня 1996 — 25 липня 1997 року 4. Кушнеренко Михайло Михайлович — 28 липня 1997 — 7 квітня 1998 року 5. Касьяненко Анатолій Іванович — 7 квітня 1998 — 15 липня 1999 року 6. Вербицький Олександр Євгенович — 17 липня 1999 — 1 грудня 2001 року 7. Кравченко Юрій Федорович — 1 грудня 2001 — 21 травня 2002 року 8. Юрченко Анатолій Петрович — 21 травня 2002 — 5 липня 2004 року 9. Довгань Сергій Васильович — 5 липня — 11 жовтня 2004 року 10. Ходаковський Володимир Федорович — 11 жовтня 2004 — 17 січня 2005 року 11. Сіленков Борис Віталійович — 4 лютого 2005 — 18 березня 2010 року 12. Гриценко Анатолій Павлович — 18 березня — 18 червня 2010 року 13. Костяк Микола Михайлович — 18 червня 2010 — 2 березня 2014 року 14. Одарченко Юрій Віталійович — 3 березня 2014 року — 18 серпня 2014 року 15. Путілов Андрій Станіславович — 9 вересня 2014 року — 18 грудня 2015 року 16. Січова Валентина Іванівна — 18 грудня 2015 року — 28 квітня 2016 року в.о. 17. Гордєєв Андрій Анатолійович — 28 квітня 2016 року — 12 квітня 2019 року 18. Бутрій Дмитро Стефанович — 12 квітня — 11 липня 2019 року в.о. 19. Гусєв Юрій Веніамінович — 11 липня 2019 року — 3 грудня 2020 року 20. Козир Сергій В'ячеславович — з 3 грудня 2020 року (т.в.о.), 1 березня — 26 жовтня 2021 року. 21. Лагута Геннадій Миколайович — 26 жовтня 2021 року — 9 липня 2022 року. 22. Бутрій Дмитро Стефанович — 9 липня — 2 серпня 2022 (т.в.о) 23. Янушевич Ярослав Володимирович — 2 серпня 2022 — донині |          |
| Хмельницька       | площа Незалежності, 2 adm.km.ua                                                         | 1. Гусельников Євген Якович — представник президента у Хмельницькій області — 31 березня 1992 — 28 червня 1994, липень 1995 — 9 вересня 1998 2. Лундишев Віктор Миколайович — 9 вересня 1998 — 12 липня 2004 3. Коцемир Віктор Францович — 12 липня 2004 — 21 січня 2005 4. Олуйко Віталій Миколайович — 4 лютого — 14 лютого 2005 5. Гладуняк Іван Васильович — 4 березня 2005 — 27 липня 2006 6. Буханевич Олександр Миколайович — 27 липня 2006 — 9 листопада 2007 7. Гавчук Іван Карлович — 9 листопада — 10 грудня 2007 в.о., 10 грудня 2007 — 18 березня 2010 8. Ядуха Василь Степанович — 18 березня 2010 — 7 березня 2014 9. Прус Леонід Іванович — 15 березня — 22 вересня 2014 10. Загородний Михайло Васильович — 6 березня — 18 грудня 2015 11. Корнійчук Олександр Олександрович — 28 квітня 2016 — 18 травня 2018 12. Лозовий Вадим Миколайович — 19 травня 2018 — 11 червня 2019 13. Кальніченко Володимир Ілліч — в.о., 11 червня — 21 листопада 2019 14. Габінет Дмитро Анатолійович — 21 листопада 2019 — 24 листопада 2020 15. Примуш Роман Борисович — в.о. 24 листопада 2020 — 3 грудня 2020 16. Гамалій Сергій В'ячеславович — з 3 грудня 2020 |          |
| Черкаська         | бульвар Т.Шевченка, 185 www.oda.ck.ua                                                   | 1. Яструб Костянтин Пилипович — представник президента у Черкаській області — 20 березня 1992 — 26 січня 1994 2. Цибенко Василь Григорович — представник президента у Черкаській області — 26 січня — 26 червня 1994, 7 липня 1995 — 11 червня 1998 3. Даниленко Анатолій Степанович — 11 червня 1998 — 8 вересня 1999 4. Лук'янець Володимир Лукич — 8 вересня 1999 — 13 листопада 2002 5. Льошенко Вадим Олексійович — 13 листопада 2002 — 21 січня 2005 6. Черевко Олександр Володимирович — 4 лютого 2005 — 12 березня 2010 7. Гаман Петро Ілліч (в.о.) — 12 березня — 6 квітня 2010 8. Тулуб Сергій Борисович — 6 квітня 2010 — 7 березня 2014 9. Ткаченко Юрій Олегович — 15 березня 2014 — 20 листопада 2018 10. Вельбівець Олександр Іванович — 20 листопада 2018 — 24 червня 2019 11. Висоцький Тарас Миколайович (в.о.) — 24 червня — 30 липня 2019 12. Шевченко Ігор Юрійович — 30 липня 2019 — 4 листопада 2019 13. Боднар Роман Миколайович — 4 листопада 2019 — 28 серпня 2020 14. Сергійчук Сергій Іванович — 28 серпня 2020 — 29 грудня 2020 15. Гусак Віктор Григорович (в.о.) — 29 грудня 2020 — 29 січня 2021 16. Скічко Олександр Олександрович — 29 січня 2021 — 1 березня 2022 17. Табурець Ігор Іванович — з 1 березня 2022 |          |
| Чернівецька       | вул. Грушевського, 1 http://bukoda.gov.ua                                               | 1. Гнатишин Іван Миколайович (1990–1996) 2. Філіпчук Георгій Георгійович (12 травня — 11 вересня (в.о.), 11 вересня 1996 — 8 травня 1998 р.) 3. Бауер Теофіл Йозефович (1998–2003) 4. Романів Михайло Васильович (2003–2005) 5. Ткач Микола Васильович (2005–2006) 6. Куліш Володимир Іванович (17 травня 2006 — 18 березня 2010 р.) 7. Папієв Михайло Миколайович (18 березня 2010 — 19 лютого 2014 р.) 8. Романів Михайло Васильович (15 березня — 21 березня 2014 р.) 9. Ванзуряк Роман Степанович (21 березня 2014 — 29 жовтня 2014 р.) 10. Фищук Олександр Георгійович (5 лютого 2015 — 23 листопада 2018 року) 11. Павлюк Михайло Вікторович (в.о.) (23 листопада 2018 — 22 листопада 2019 р.) 12. Осачук Сергій Дмитрович (з 22 листопада 2019 р. - 13 липня 2022 р.) 13. Запаранюк Руслан Васильович (з 13 липня 2022 р. - донині) |          |
| Чернігівська      | вул. Т.Шевченка, 7 cg.gov.ua                                                            | 1. Мельничук Валентин Васильович — 23 березня 1992 — липень 1994 — представник Президента України в Чернігівській області; 2. Шаповал Петро Дмитрович — 13 липня 1995 — 30 квітня 1998; 3. Каскевич Михайло Григорович — 30 квітня 1998 — 12 серпня 1999; 4. Бутко Микола Петрович — 12 серпня 1999 — 13 листопада 2002; 5. Панченко Григорій Михайлович — 13 листопада — 26 грудня 2002; 6. Мельничук Валентин Васильович — 26 грудня 2002 — 21 січня 2005; 7. Атрошенко Владислав Анатолійович — 4 лютого — 12 грудня 2005; 8. Лаврик Микола Іванович — 12 грудня 2005 — 10 липня 2007; 9. Хоменко Володимир Миколайович — 10 липня — 12 жовтня 2007 (в.о.); 12 жовтня 2007 — 3 березня 2014; 10. Івашко Володимир Олександрович — 3 березня 2014 — 19 вересня 2014; 11. Журман Сергій Миколайович — 19 вересня 2014 — 31 березня 2015 (в.о.); 12. Куліч Валерій Петрович — з 31 березня 2015 по 30 липня 2018 13. Свириденко Юлія Анатоліївна — з 30 липня 2018 — 28 листопада 2018 (в.о.) 14. Мисник Олександр Петрович — з 28 листопада 2018 по 11 червня 2019 року 15. Романова Наталія Андріївна — з 11 червня по 31 жовтня 2019 (в.о.) 16. Прокопенко Андрій Леонідович — з 31 жовтня 2019 по 13 жовтня 2020 17. Коваленко Анна Миколаївна — з 13 жовтня 2020 по 4 серпня 2021 18. Чаус В'ячеслав Анатолійович — з 4 серпня 2021 |          |